# Алейник Сергій Федорович
Сергій Федорович Алейник (нар. 28 січня 1965, Мінськ) — білоруський дипломат. Міністр закордонних справ Республіки Білорусь (2022—2024).

## Життєпис
Народився 28 січня 1965 року в Мінську. У 1986 році закінчив Мінський державний педагогічний інститут іноземних мов за спеціальністю «німецька та англійська мови», у 1993 року Дипломатичну академію у Відні за спеціальністю «міжнародні відносини». Володіє німецькою та англійською мовами.
У 1986—1988 рр. — заступник секретаря комсомольської організації Мінського державного педагогічного інституту іноземних мов.
У 1988—1992 рр. — на військові службі в Радянській Армії.
У 1992—1994 рр. — на дипломатичній службі Республіки Білорусь.
У 1994—1995 рр. — заступник начальника відділу державного протоколу служби державного протоколу Міністерства закордонних справ Республіки Білорусь.
У 1995—1996 рр. — консул Генерального консульства Республіки Білорусь у Гаазі (Королівство Нідерландів).
У 1996—1999 рр. — тимчасовий повірений у справах Республіки Білорусь у Королівстві Нідерландів, Постійний представник Республіки Білорусь у Організації із заборони хімічної зброї.
У 1999—2002 рр. — начальник служби державного протоколу Міністерства закордонних справ Республіки Білорусь.
З листопада 2002 року по січень 2009 року — постійний представник Республіки Білорусь у відділенні ООН та інших міжнародних організаціях у Женеві, Надзвичайний та Повноважний Посол Республіки Білорусь при Святому Престолі та при Суверенному Мальтійському Ордені за сумісництвом.
З 9 січня 2009 року — заступник Міністра закордонних справ Республіки Білорусь із збереженням функцій Надзвичайного та Повноважного Посла Республіки Білорусь при Святому Престолі та при Суверенному Мальтійському Ордені.
З 8 січня 2013 року — Надзвичайний та Повноважний Посол Республіки Білорусь у Сполученому Королівстві Великої Британії та Північної Ірландії, Надзвичайний та Повноважний Посол Республіки Білорусь у Ірландії за сумісництвом.
З 20 липня 2020 року — Заступник Міністра закордонних справ Республіки Білорусь із збереженням функцій Надзвичайного та Повноважного Посла Республіки Білорусь при Святому Престолі та при Суверенному Мальтійському Ордені.
10 лютого 2022 року призначений першим заступником міністра закордонних справ Республіки Білорусь, обіймав посаду до 13 грудня 2022 року.
13 грудня 2022 року призначений міністром закордонних справ Республіки Білорусь.
27 червня 2024 року Алейник був звільнений з посади міністра закордонних справ та призначений членом Ради Республіки Національних зборів Республіки Білорусь.
Одружений, має двох синів.
Хобі: більярд.